# ميجان برادلي
ميجان برادلي (بالإنجليزية: Megan Bradley)‏ هي لاعب كرة مضرب أمريكية، ولدت في 26 مارس 1983 في كولومبيا في الولايات المتحدة.

## وصلات خارجية
- ميجان برادلي على موقع رابطة محترفات التنس (الإنجليزية)
- ميجان برادلي على موقع الاتحاد الدولي لكرة المضرب (الإنجليزية)